# Елізма Нортьє
Елізма Нортьє (нар. 1 лютого 1966) — колишня намібійська тенісистка.
Найвищу одиночну позицію світового рейтингу — 447 місце досягла 18 грудня 1989, парну — 280 місце — 7 листопада 1994 року.
Здобула 2 парні титули.

## Фінали ITF

### Одиночний розряд: 1 (0–1)
| Результат | Дата          | Турнір                 | Покриття | Суперниця        | Рахунок     |
| --------- | ------------- | ---------------------- | -------- | ---------------- | ----------- |
| Поразка   | 3 квітня 1994 | Марса (Мальта), Мальта | Ґрунт    | Кароліна Шнайдер | 6–7(2), 4–6 |

### Парний розряд: 11 (2–9)
| Результат | Ранг | Дата           | Турнір                     | Покриття | Партнерка        | Суперниці                             | Рахунок          |
| --------- | ---- | -------------- | -------------------------- | -------- | ---------------- | ------------------------------------- | ---------------- |
| Перемога  | 1.   | 28 квітня 1991 | Брекнелл, Велика Британія  | Тверде   | Барбара Гріффітс | Лінн Нейборс Мерете Баллінґ-Стокман   | 6–3, 6–2         |
| Поразка   | 1.   | 4 серпня 1991  | Хайфа, Ізраїль             | Тверде   | Яніне Гамфріс    | Тесса Прайс Кірстен Дреєр             | 1–6, 0–6         |
| Поразка   | 2.   | 11 серпня 1991 | Рамат-га-Шарон, Ізраїль    | Тверде   | Яніне Гамфріс    | Ілана Бергер Робін Філд               | 0–6, 1–6         |
| Поразка   | 3.   | 5 квітня 1992  | Віндгук, Намібія           | Тверде   | Louise Venter    | Сінді Саммерс Nicole Simunic          | 6–3, 4–6, 3–6    |
| Перемога  | 2.   | 12 квітня 1992 | Габороне, Ботсвана         | Тверде   | Louise Venter    | Лізель Губер Естелле Ґеверс           | 6–0, 6–7(2), 6–4 |
| Поразка   | 4.   | 19 липня 1992  | Фрінтон, Велика Британія   | Трава    | Робін Модслі     | Керолайн Біллінгем Деніелл Томас      | 2–6, 6–4, 6–7    |
| Поразка   | 5.   | 6 лютого 1994  | Тіптон, Велика Британія    | Тверде   | Паула Іверсен    | Елісон Сміт Sara Tse                  | 6–4, 4–6, 4–6    |
| Поразка   | 6.   | 3 квітня 1994  | Марса (Мальта), Мальта     | Ґрунт    | Івана Гаврлікова | Ізабела Лістовська Петра Вінценгеллер | 6–7(5), 3–6      |
| Поразка   | 7.   | 24 квітня 1994 | Ноттінгем, Велика Британія | Тверде   | Кароліне Стассен | Шеннон Пітерс Нікол Уменс             | 5–7, 2–6         |
| Поразка   | 8.   | 30 жовтня 1994 | Negril, Ямайка             | Тверде   | Хімена Родрігес  | Кім Грант Клер Сешшинс Бейлі          | 2–6, 7–6(6), 3–6 |
| Поразка   | 9.   | 18 червня 1995 | Морелія, Мексика           | Тверде   | Хімена Родрігес  | Трейсі Гаєте Рената Колбовіч          | 3–6, 5–7         |